# MX news FLAG
『MX news FLAG』（エムエックス・ニュース・フラッグ）は、東京メトロポリタンテレビジョン（TOKYO MX）で放送されていた報道番組であり、2021年4月1日から2023年3月31日まで放送されていたニュースの統一タイトルである。

## 概要
2001年4月から2021年3月31日まで放送されていた『TOKYO MX NEWS』に代わり、既に放送されている『news TOKYO FLAG』を基幹とした新たな報道統一ブランドとして同年4月1日より放送開始。また、同日より朝の番組『堀潤モーニングFLAG』を開始したため、TOKYO MXの報道ブランドは『FLAG』となった。
2021年10月1日からは、15:58からの2分間の枠が新設され、ニュースの他、放送日夜の『news TOKYO FLAG』の予告を伝える。
2021年4月3日・4月4日から同年9月25日・9月26日までの土・日曜日夕方は『news FLAG サタデー』『news FLAG サンデー』として放送していたが、10月2日より、平日版と同様、『MX news FLAG』として放送していた。
2023年3月31日をもって終了し、翌4月1日に『news TOKYO FLAG』と統合する形で『TOKYO MX news FLAG』が開始した。
番組ロゴ
番組ロゴは『news TOKYO FLAG』と同様、東京芸術大学デザイン科研究室の学生が考案し、監修は同大学教授の箭内道彦が担当したデザインで、タイトルは「news FLAG」と表記されている。

## 現在の放送時間
特記がない限り、TOKYO MX1で放送。
- 平日・祝日
  - 11:00 - 11:05
  - 13:00 - 13:05
  - 15:00 - 15:05（金曜日を除く）

- 土日昼
  - 12:55 - 13:00

- 土曜夕方
  - 18:00 - 18:15

- 日曜夕方
  - 18:00 - 18:30

## 現在の出演者

### 平日・土曜日・祝日
- 小松正英[注 1]
  - 2021年4月1日 - 2022年2月17日：火〜金曜日担当
  - 2022年2月21日 - ：火〜木曜日担当
- 風戸星那[注 2]
  - 2021年4月5日 - ：月曜日担当[4]
- 木村カレン（2021年10月2日[2][5] - ）[注 3]
  - 2021年10月2日 - 2022年4月2日：土曜日・祝日担当
  - 2022年4月8日 - ：金・土曜日・祝日担当

### 日曜日
- 山崎彩紗（2021年7月11日 - ）
- 伊藤洋平（2021年10月1日 - ）[注 4]
  - 2021年10月1日 - 2022年3月31日：平日15:58担当[注 5]
  - 2022年4月3日 - ：18時台のみ出演

## 過去の出演者

### 平日
- 田中陽南[注 6]
  - 2022年2月18日 - 2022年4月1日：金曜11:55担当
- 小松正英[注 7]
  - 2022年2月18日 - 2022年4月1日：金曜15:58担当

### 週末・祝日
- 吉年愛梨[注 2]（2021年4月3日 - 5月9日・5月23日・6月19日・6月26日・7月3日・7月10日、土曜日・日曜日・祝日）
- 刈川くるみ（2021年7月17日[10] - 9月25日[注 8]、土曜日・祝日）

#### 土曜日（代理）
- 山崎彩紗（2021年5月15日・5月22日・5月29日・6月12日）
- 小松正英（2021年6月5日）

#### 日曜日（代理）
- 山崎彩紗（2021年5月16日・5月30日・6月6日・6月20日）
- 小松正英（2021年6月13日・6月27日）
- 大東和華子（2021年7月4日）

## 特別編成
- 2022年3月11日（金曜日）13:59 - 15:00

東日本大震災関連の内容を発災時刻である14:46前後に放送するため、同日の通常放送とは別枠で放送。
出演者
いずれも、『news TOKYO FLAG』出演者。
キャスター
- 伊藤洋平（月〜金曜日サブキャスター）
- 山崎彩紗（木・金曜日サブキャスター）

ゲスト
- 鈴木哲夫（月曜日コメンテーター）

## オープニング
前身の『TOKYO MX NEWS』（2020年10月1日〜）から引き続き、オープニングCGは放送せず、すぐに挨拶し、ニュースを伝える。